# Elio Toaff

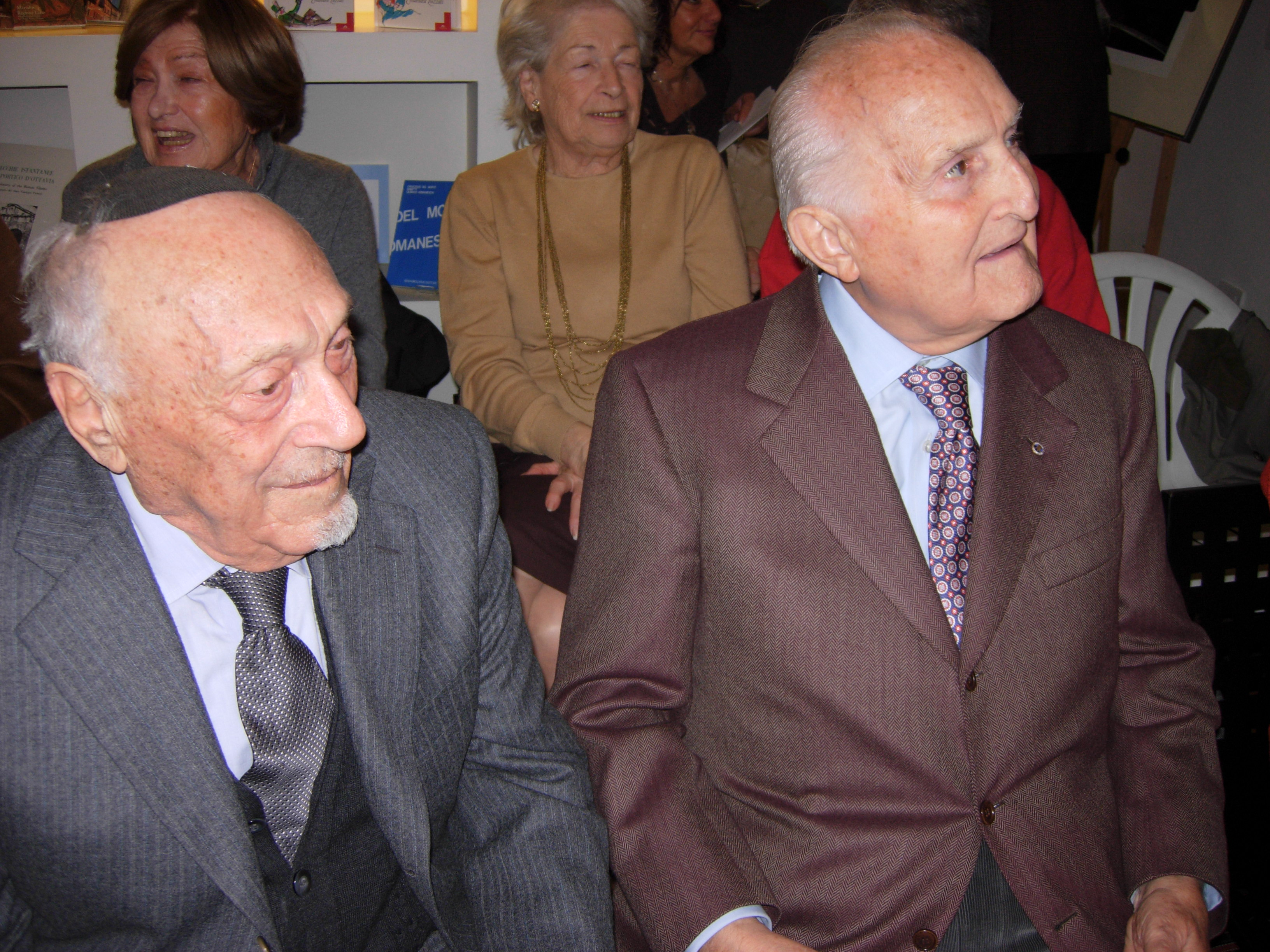
Elio Toaff (esquerra) amb l'ex-president de la República Italiana Oscar Luigi Scalfaro el 2007.

Elio Toaff (Liorna, 30 d'abril de 1915 – Roma, 19 d'abril de 2015) fou el rabí principal de Roma des del 1951 fins al 2002.
Havia estat rabí principal de Venècia des del 1947, i el 1951 fou designat rabí principal de Roma, càrrec des del qual destacà, junt amb els papes Joan XXIII i Joan Pau II, en la promoció del diàleg ecumènic entre catòlics i jueus.